# Иркутская навигацкая школа
Иркутская навигацкая школа — учебное заведение, работавшее в Иркутске с 1745 года.

## История школы
Идея создания навигацких школ на востоке России принадлежала Витусу Берингу, который принимал участие в экспедициях на Камчатку. Навигацкие школы были открыты в Якутске, Охотске, Нерчинске.
В 1745 году вице-губернатор Лоренц Ланг открыл в Иркутске школу геодезии. Учителем в школу был назначен швед И. Брокман. В 1754 году губернатор В. А. Мятлев в рамках  мероприятий устроенной им Нерчинской секретной экспедиции преобразовал школу в школу навигации и геодезии.
В Иркутск прибыли первые учителя: прапорщик Бритов, а в 1755 году учитель геодезии поручик Юсупов с подмастерьем. Смотрителем школы назначен отставной флотский чин Есипов. В 1755 году из Санкт-Петербургского адмиралтейства отправлен в Иркутск штурман Н. Татаринов. Из Санкт-Петербурга также отправили учебные пособия: арифметики, доски аспидные, карты, теодолиты, циркули и т. д.
После смерти Есипова в 1756 году, смотрителем школы назначен Михаил Татаринов.
Школа несколько раз подвергалась реорганизации и передавалась в ведение различных учреждений. Ежегодное финансирование школы составляло 2223 рубля 36 и ¼ копейки. Школа финансировалась из средств Иркутской губернской канцелярии, с 1783 года школа финансировалась из средств Иркутского наместничества. С 1790 года школа финансировалась из государственных средств.
В 1754 году было набрано 32 ученика, хотя по указу Сената полагалось набрать 50 человек. Возраст учеников колебался от 14 до 76 лет. В школе преподавались: арифметика, черчение, геометрия, тригонометрия, алгебра, география, архитектура, судостроение, мореходство, астрономия, рисование, иностранные языки.
В 1758 году из 32 поступивших, школу окончили 11 человек. Из них пятеро было отправлено в Охотск штурманами и для дальнейшего обучения, а другие в Тобольск геодезистами. До 1768 года школу окончили 192 человека — в среднем по 14 в год. Выпускники дворяне отправлялись на флот, разночинцы — в писаря, геодезисты, штурмана и мастеровые адмиралтейства.
При Иркутской навигацкой школе существовала школа японского языка. Школа японского языка была создана в 1736 году в Санкт-Петербурге при Академии наук. Преподавали в ней крещёные японцы, попавшие в Россию после кораблекрушений. В 1753 году школа японского языка была переведена в Иркутск. Школа готовила переводчиков японского языка. В Иркутск из Санкт-Петербурга отправлены три преподавателя японского языка: Свиньин, Панов и Чёрный (фамилии даны при крещении). Позднее в Иркутск приехали преподаватели из Большерецка и Якутска.
Наибольших успехов навигацкая школа достигла при М. Татаринове, за что он получил звание секунд-майора. Михаил Татаринов умер в 1783 году. После ликвидации Нерчинской экспедиции навигацкая школа пришла в упадок.
В 1783 году в школе начали преподавать губернский землемер И. Протопопов и штурман А. Пушкарёв — автор первой карты Байкала. Со временем приём новых учеников прекратился, а в 1795 году оставшиеся 22 ученика были переведены в Главное народное училище. В 1812 году школа была подчинена генерал-губернатору и в том же году упразднена по указанию генерал-губернатора И. Б. Пестеля.
В 1813 году школа вновь начала работать в виде геодезических классов. Потребность в специалистах существовала, в 1830-е предлагалось создать геодезическое училище, но средств на это не выделялось. В 1835 году Государственный совет принял решение навигацкую школу в Иркутске закрыть, а взамен принять 9 человек для Сибири в Константиновский межевой институт.

## Выпускники школы
- Кожевин, Иван Ефимович — якутский уездный землемер, картограф, астроном, рисовальщик, автор историко-географических трудов[1];
- Лосев, Антон Иванович — губернский архитектор Иркутской губернии.